# أولافي سالونين
أولافي سالونين (بالفنلندية: Olavi Salonen)‏ هو عداء المسافات المتوسطة فنلندي، ولد في 20 ديسمبر 1933 في نورمركو ‏ في فنلندا.

## وصلات خارجية
- أولافي سالونين على موقع أوليمبيديا (الإنجليزية)